# Hydraschema cribripenne
Hydraschema cribripenne är en skalbaggsart som beskrevs av Lane 1966. Hydraschema cribripenne ingår i släktet Hydraschema och familjen långhorningar. Inga underarter finns listade i Catalogue of Life.